# Michael Lukas (Politiker)

Michael Lukas

Michael Lukas (* 2. November 1877 in Tröglersricht; † 2. Juli 1955 in Weiden in der Oberpfalz) war ein deutscher Politiker (BVP).

## Leben und Wirken
Nach dem Besuch der Volksschule in Weiden und der dortigen landwirtschaftlichen Winterschule arbeitete Lukas bis mindestens 1920 als Ökonom. Auf kommunalpolitischer Ebene übernahm er Aufgaben als Ortspfleger und Mitglied im Gemeindeausschuss. 
Nachdem er von 1898 bis 1900 dem Militär angehört hatte, nahm Lukas von 1914 bis 1918 am Ersten Weltkrieg teil, in dem er verwundet und bis zum Sergeant befördert wurde.
Nach dem Ersten Weltkrieg trat Lukas in die Bayerische Volkspartei ein, für die er öffentlich als Redner auftrat und für die er von Juni 1920 bis Mai 1924 als Abgeordneter für den Wahlkreis 28 (Niederbayern-Oberpfalz) im Reichstag saß. Lukas war ferner Vorstandsmitglied des Christlichen Bauernvereins Oberpfalz. Im Mai 1933 war Lukas Mitglied des von den Nationalsozialisten bereits gleichgeschalteten Bayerischen Landtages.
Nach dem Zweiten Weltkrieg übernahm Lukas die Leitung der Ernährungsamtes in Weiden. Politisch gehörte er nun der CSU an.

## Ehrungen
- 1952: Verdienstkreuz (Steckkreuz) der Bundesrepublik Deutschland